# Saskia Oettinghaus
Saskia Oettinghaus (* 3. April 1998 in Rostock) ist eine deutsche Wasserspringerin. Sie erreichte bei den Olympischen Sommerspielen 2024 in Paris Platz 7 im Kunstspringen vom 3-Meter-Brett.

## Leben
Sie begann bereits mit fünf oder sechs Jahren mit dem Wasserspringen. 2015 trat sie bei den Europaspielen an und belegte dort im Synchronspringen vom 3-m-Brett den 1. Platz sowie den 3. Platz im Kunstspringen. Bei den U-17- bis U-19-Europameisterschaften 2016 erreichte sie im Synchronspringen den 7. Platz und den 4. Platz im Kunstspringen vom 3-m-Brett. Nach ihrem Abitur in Rostock nahm sie ein Studium in den Fächern Prävention-, Fitness- und Reha-Sport an der TU Chemnitz auf, zog aber nach Dresden und startete fortan für den Dresdner SC 1898. 2022 konnte sie bei den Welt- und den Europameisterschaften nur hintere Plätze belegen, errang bei den deutschen Meisterschaften aber drei Gold-, vier Silber- und eine Bronzemedaille. Bei den Europaspielen 2023 wurde sie im Kunstspringen vom 3-m-Brett Neunte. 2024 errang sie bei den deutschen Meisterschaften zwei Silbermedaillen und konnte sich so für die Olympischen Sommerspiele qualifizieren. Dort erreichte sie im Kunstspringen vom 3-m-Brett das Finale und belegte in diesem den 7. Platz.